# Enaulophyton
Enaulophyton es un género con dos especies de plantas fanerógamas pertenecientes a la familia Melastomataceae. 

## Taxonomía
El género fue descrito por Cornelis Gijsbert Gerrit Jan van Steenis  y publicado en Bull. Jard. Bot. Buitenzorg ser. 3. 12: 196, en el año 1932.

## Especies
- Enaulophyton lanceolatum Steenis -- Bull. Jard. Bot. Buitenzorg ser. III, xii. 175, in obs., 195, 197 (1932).
- Enaulophyton sarawakense M.P.Nayar -- Kew Bull. xix. 505 (1965).